# Scott Asheton
Scott Randolph Asheton (16 de agosto de 1949 – 15 de marzo de 2014) fue un músico estadounidense, batería original de la banda de rock the Stooges.

## Biografía
Asheton nació en Washington D. C. y se mudó junto a su familia a la localidad de Ann Arbor en Michigan cuando contaba con 14 años. Allí fundó en 1967 la banda de rock the Stooges junto a su hermano Ron Asheton, Iggy Pop y Dave Alexander. El estilo creado por Asheton inspiró posteriormente a muchos baterías de bandas punk. Con la formación original de la banda grabó dos álbumes,The Stooges en 1969 y Fun House en 1970, para Elektra Records. Tras algunos cambios en la formación, la banda grabó un tercer disco en 1973 Raw Power, esta vez con Columbia Records, antes de disolverse definitivamente al año siguiente.
Tras la separación de the Stooges, Aheston fue uno de los pocos miembros de la formación que tocó con Iggy Pop en la mini reunión que tuvo lugar en 1978 para una gira europea. Asheton también tocó la batería con Scott Morgan en diferentes bandas, como the Scott Morgan Band, Scots Pirates y Sonic's Rendezvous Band. Tocó con Destroy All Monsters, bajo el nombre de Dark Carnival. Grabó cuatro álbumes con Sonny Vincent, tocando la batería junto al bajista Captain Sensible. Junto a Vincent también realizó giras por Estados Unidos y Europa. The Stooges se volvieron a unir en 2003 y Asheton ejerció de batería hasta 2011, llegando a publicar una cuarto álbum, The Weirdness, en 2007. Tras la muerte de su hermano Ron en 2009, la banda recuperó al guitarrista James Williamson. 

## Muerte
Tras el Hellfest Festival, el 17 de junio de 2011 Asheton se retiró y fue reemplazado por Larry Mullins (a.k.a. Toby Dammit), batería habitual de la banda de Iggy Pop durante los años 90. Finalmente falleció de un ataque al corazón en marzo de 2014 a los 64 años de edad.